# Висмут
| 83             | Висмут |
| Bi208,9804     |        |
| 4f145d106s26p3 |        |

Ви́смут —  химический элемент с атомным номером 83. Принадлежит к 15-й группе периодической таблицы химических элементов (по устаревшей короткой форме периодической системы принадлежит к главной подгруппе V группы, или к группе VA), находится в шестом периоде таблицы. Атомная масса элемента 208,98040(1) а. е. м.  Обозначается символом Bi (от лат. Bismuthum). Относится к постпереходным металлам.  Простое вещество висмут представляет собой при нормальных условиях блестящий серебристый с розоватым оттенком металл. При атмосферном давлении существует в ромбоэдрической кристаллической модификации.
Природный висмут, представленный одним изотопом 209Bi, долгое время считался стабильным (нерадиоактивным) элементом, но в 2003 году был экспериментально обнаружен его крайне медленный альфа-распад. До этого момента висмут-209 считался самым тяжёлым из существующих ныне стабильных изотопов. Период полураспада висмута (209Bi) составляет (1,9 ± 0,2)⋅1019 лет, что больше возраста Вселенной на девять порядков.

## История и происхождение названия

Алхимический символ, использовался Торбеном Бергманом (1775)

Предположительно латинское Bismuthum или bisemutum происходит от немецкого weisse Masse, «белая масса».
В Средневековье висмут часто использовался алхимиками во время опытов. Добывающие руду шахтёры называли его tectum argenti, что означает «серебряная крыша», при этом они считали, что висмут был наполовину серебром. В литературе XV-XVIII веков встречается более 20 иных названий этого металла, включая демогоргон, глаура и нимфа.
Однако висмут не был отнесён к самостоятельному элементу, и полагали, что он является разновидностью свинца, сурьмы или олова. Впервые о висмуте упоминается в 1546 году в трудах немецкого минералога и металлурга Георгиуса Агриколы. В 1739 году немецкий химик И. Г. Потт установил, что висмут является всё-таки отдельным химическим элементом. Через 80 лет шведский химик Берцелиус впервые ввёл символ элемента Bi в химическую номенклатуру.

## Физические свойства
Висмут — металл серебристо-белого цвета с розоватым оттенком. Известны восемь кристаллографических модификаций висмута, семь из них получены при высоком давлении. 
При нормальных условиях устойчив висмут I — кристаллы тригональной сингонии, пространственная группа R3m, параметры ячейки a = 0,4746 нм, α = 57,23°, Z = 2. При давлении 2,57 ГПа и температуре +25 °C кристаллическая решётка висмута претерпевает полиморфное превращение из ромбоэдрической в моноклинную с параметрами решётки a = 0,6674 нм, b = 0,6117 нм, c = 0,3304 нм, β = 110,33°, пространственная группа C2m, Z = 4 (модификация висмут II). При давлениях 2,72 ГПа, 4,31 ГПа и около 5 ГПа также происходят полиморфные превращения кристаллической решётки висмута. При давлении 7,74 ГПа висмут имеет кубическую решётку, пространственная группа Im3m с параметром решётки a = 0,3800 нм, Z = 2 (модификация висмут VI). В интервале давлений 2,3—5,2 ГПа и температур 500—580 °C висмут имеет тетрагональную решётку с параметрами a = 0,657 нм, c = 0,568 нм, Z = 8 (модификация висмут VII). При давлении 30 ГПа также обнаружено полиморфное превращение.
Переход висмута из твёрдого в жидкое состояние сопровождается увеличением плотности с 9,8 г/см3 до 10,07 г/см3, которая постепенно уменьшается с повышением температуры и при 900 °C составляет 9,2 г/см3. Обратный переход висмута из жидкого в твёрдое состояние сопровождается увеличением объёма на 3,3 %. Повышение плотности при плавлении наблюдается лишь у немногих веществ; другим хорошо известным примером вещества с таким свойством является вода.
Удельное электрическое сопротивление висмута равно 1,2 мкОм·м при +17,5 °C и повышается с ростом температуры. Интересной особенностью является то, что удельное сопротивление при плавлении уменьшается: у твёрдого висмута (при 269 °C) оно составляет 2,67 мкОм·м, а в жидком состоянии (при 272 °C) — лишь 1,27 мкОм·м.
Температурный коэффициент линейного расширения равен 13,4·10−6 К−1 при 293 К (+20 °C).
По сравнению с другими металлами висмут, как и ртуть, обладает низкой теплопроводностью, равной 7,87 Вт/(м·К) при 300 К.
Висмут является диамагнетиком с магнитной восприимчивостью −1,34·10−9 при 293 K, что делает его самым диамагнитным металлом. Образец висмута, подвешенный на нитке, достаточно заметно отклоняется в сторону от поднесённого сильного магнита. Это явление получило название диамагнитной левитации.
Кристаллический висмут не переходит в состояние сверхпроводимости даже при охлаждении до температуры порядка 10 мК. Однако есть свидетельства, что сверхпроводимость при нормальном давлении наступает при температуре около 0,5 мК. При этом критическое магнитное поле составляет величину всего 5,2 мкТл.
При комнатной температуре висмут хрупкий металл и в изломе имеет грубозернистое строение, но при температуре 150—250 °C проявляет пластические свойства. Монокристаллы висмута пластичны и при комнатной температуре, и при медленном приложении усилия легко изгибаются. При этом можно ощутить «ступенчатость» процесса и даже услышать лёгкий хруст — это связано с двойникованием, за счёт которого упругое напряжение скачком снимается.
Модуль упругости: 32—34 ГПа.
Модуль сдвига: 12,4 ГПа.

### Изотопы
Природный висмут состоит из одного изотопа 209Bi, который ранее считался самым тяжёлым из существующих в природе стабильных изотопов. Однако в 2003 году было экспериментально подтверждено теоретическое предположение, высказанное тремя десятилетиями ранее, что он является альфа-радиоактивным. Измеренный период полураспада 209Bi составляет (1,9±0,2)⋅1019 лет, что на много порядков больше, чем возраст Вселенной. Таким образом, все известные изотопы висмута радиоактивны. Природный висмут, состоящий из одного изотопа 209Bi, является практически радиоактивно безвредным для человека, так как за год в одном грамме природного висмута в среднем лишь около 100 ядер испытывают альфа-распад, превращаясь в стабильный таллий-205.
Кроме 209Bi, известны ещё более трёх десятков (пока 34) изотопов, у большинства из которых есть изомерные состояния. Среди них есть три долгоживущих:
- 207Bi 31,55 года;
- 208Bi 3,68⋅105 лет;
- 210Bi 3,04⋅106 лет.

Все остальные радиоактивные и короткоживущие: периоды их полураспада не превышают нескольких суток.
Изотопы висмута с массовыми числами с 184 по 208 и с 215 по 218 получены искусственным путём, остальные — 210Bi, 211Bi, 212Bi, 213Bi и 214Bi — образуются в природе, входя в цепочки радиоактивного распада ядер урана-238, урана-235 и тория-232.

## Химические свойства
В соединениях висмут проявляет степени окисления −3, +1, +2, +3, +4, +5. При комнатной температуре в среде сухого воздуха не окисляется, но в среде влажного воздуха покрывается тонкой плёнкой оксида. Нагрев до температуры плавления приводит к окислению висмута, которое заметно интенсифицируется при 500 °C. При достижении температуры выше 1000 °C сгорает с образованием оксида Bi2O3:
{\displaystyle {\mathsf {4Bi+3O_{2}\ {\xrightarrow {\ }}2Bi_{2}O_{3}}}}
Взаимодействие озона с висмутом приводит к образованию оксида Bi2O5.
Незначительно растворяет фосфор. Водород в твёрдом и жидком висмуте практически не растворяется, что свидетельствует о малой активности водорода по отношению к висмуту. Известны гидриды Bi2H2 и BiH3 — неустойчивые уже при комнатной температуре, ядовитые газы. Висмут не взаимодействует с углеродом, азотом и кремнием.
Взаимодействие висмута с серой или с сернистым газом сопровождается образованием сульфидов BiS, Bi2S3.
{\displaystyle {\mathsf {Bi+S\ {\xrightarrow {510^{o}C}}\ BiS}}}
{\displaystyle {\mathsf {2Bi+3S\ {\xrightarrow {300-400^{o}C}}\ Bi_{2}S_{3}}}}
Висмут проявляет стойкость по отношению к концентрированной соляной и разбавленной серной кислотам, но растворяется в азотной и хлорной кислоте, а также в царской водке.
{\displaystyle {\mathsf {Bi+4HNO_{3}\ {\xrightarrow {}}\ Bi(NO_{3})_{3}+NO\uparrow +2H_{2}O}}}
{\displaystyle {\mathsf {Bi+3HCl+HNO_{3}\ {\xrightarrow {}}\ BiCl_{3}+NO\uparrow +2H_{2}O}}}
Висмут реагирует с тетраоксидом диазота с образованием нитрата висмута:
{\displaystyle {\mathsf {Bi+3N_{2}O_{4}\ {\xrightarrow {70-110^{o}C}}\ Bi(NO_{3})_{3}+3NO\uparrow }}}
С концентрированной серной кислотой реагирует с образованием сульфата висмута:
{\displaystyle {\mathsf {2Bi+6H_{2}SO_{4}\ {\xrightarrow {}}\ Bi_{2}(SO_{4})_{3}+3SO_{2}\uparrow +6H_{2}O}}}
Взаимодействие висмута с фтором, хлором, бромом и иодом сопровождается образованием различных галогенидов:
{\displaystyle {\mathsf {2Bi+5F_{2}\ {\xrightarrow {600-700^{o}C}}\ 2BiF_{5}}}}
{\displaystyle {\mathsf {2Bi+3Cl_{2}\ {\xrightarrow {200^{o}C}}\ 2BiCl_{3}}}}
С металлами способен образовывать интерметаллиды — висмутиды.
Висмут также способен образовывать висмуторганические соединения, такие, как триметилвисмут Bi(CH3)3 и трифенилвисмут Bi(C6H5)3.

## Нахождение в природе
Содержание висмута в земной коре — 2⋅10−5 % по массе, в морской воде — 2⋅10−5 мг/л.
В рудах находится как в форме собственных минералов, так и в виде примеси в некоторых сульфидах и сульфосолях других металлов. В мировой практике около 90 % всего добываемого висмута извлекается попутно при металлургической переработке свинцово-цинковых, медных, оловянных руд и концентратов, содержащих сотые и иногда десятые доли процента висмута.
Висмутовые руды, содержащие 1 % и выше висмута, встречаются редко. Минералами висмута, входящими в состав таких руд, а также руд других металлов, являются самородный висмут (содержит 98,5—99 % Bi), висмутин Bi2S3 (81,30 % Bi), тетрадимит Bi2Te2S (56,3—59,3 % Bi), козалит Pb2Bi2S5 (42 % Bi), бисмит Bi2O3 (89,7 % Bi), висмутит Bi2CO3(OH)4 (88,5—91,5 % Bi), виттихенит Cu3BiS3, галеновисмутит PbBi2S4, айкинит CuPbBiS3.

### Генетические группы и промышленные типы месторождений
Висмут в повышенных концентрациях накапливается в месторождениях различных генетических типов: в пегматитах, в контактово-метасоматических, а также в высоко- и среднетемпературных гидротермальных месторождениях. Собственно висмутовые месторождения имеют ограниченное распространение и обычно этот металл образует комплексные руды с другими металлами в ряде рудных формаций гидротермальных месторождений. 
Среди них выделяются следующие:
1. Вольфрам-медно-висмутовые
2. Месторождения пятиэлементной формации (Co-Ni-Bi-Ag-U)
3. Золото-висмутовые
4. Мышьяк-висмутовые
5. Медно-висмутовые
6. Кварц-висмутовые

### Мировая добыча и потребление висмута
Висмут — достаточно редкий металл, и его мировая добыча/потребление едва превышает 6000 тонн в год (от 5800 до 6400 тонн в год). 
На середину 2020-х количество висмута, доступное на мировом рынке, составляет менее 15 тыс. т., возможность же ещё нарастить дополнительные мощности для его производства ограничены объемом в 4 тыс. т. 
Уже сейчас заметна тенденция роста потребности в висмуте для припоев: за период с 2006 по 2015 год объем производства висмута, основная доля которого используется в припоях, возросла с 5000 до 10 000 т; Китай, производящий львиную долю мировой микроэлектроники, увеличил за этот период производство висмута с 1900 до 7500 т, и к 2021 году — до 11,5 тыс. т.
Месторождения
Известны месторождения висмута в Боливии, Австралии (на острове Тасмания), Германии, Монголии, Перу, России, а также в других странах.

## Получение

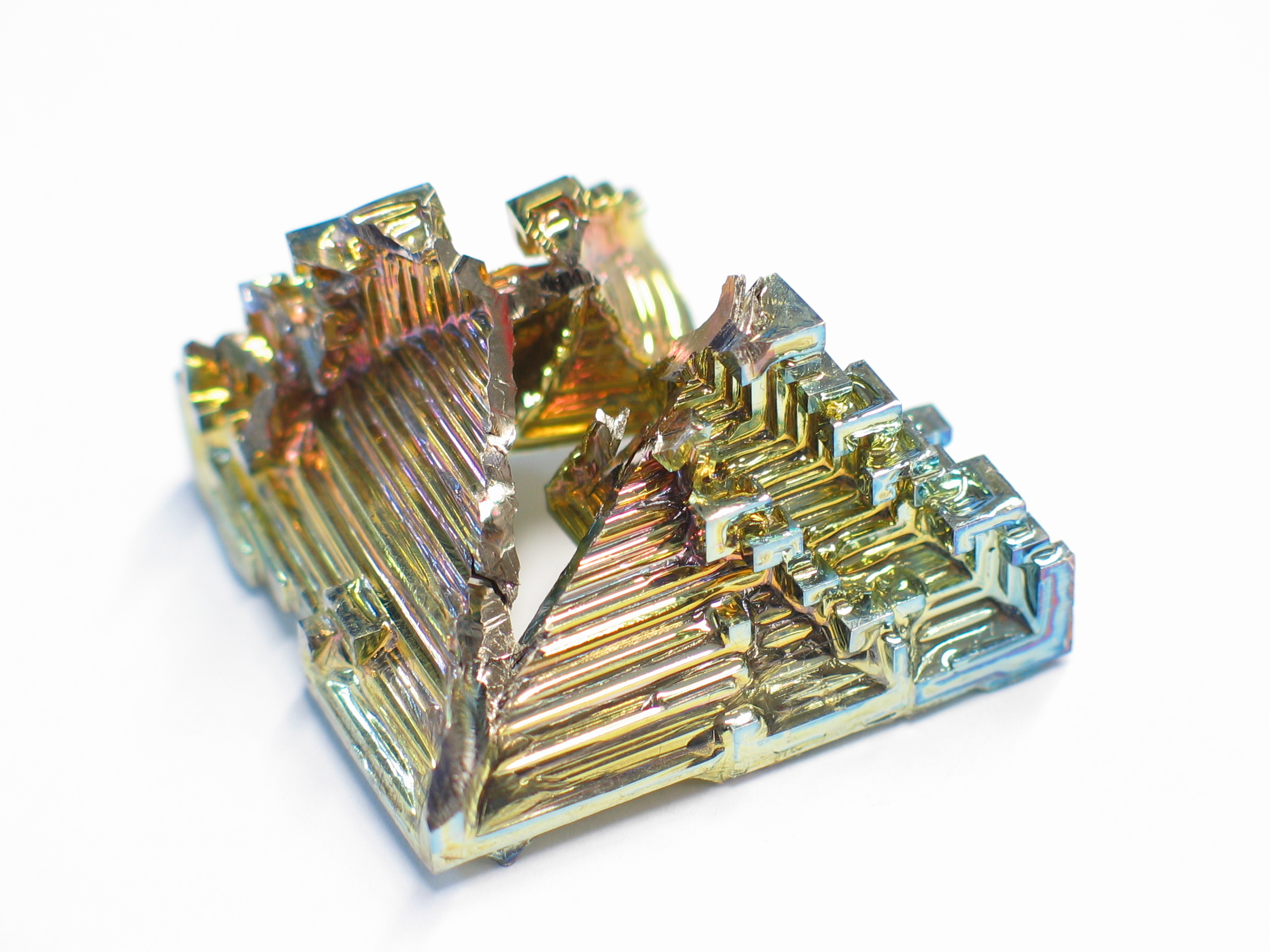
Синтезированный кристалл висмута. Радужную окраску придаёт оксидная плёнка.

Получение висмута основано на переработке полиметаллических медных и свинцовых концентратов и висмутовых руд методами пирометаллургии и гидрометаллургии. Для получения висмута из сульфидных соединений висмута, получаемых при попутной переработке медных концентратов, используют осадительную плавку с железным скрапом и флюсом.
Процесс идёт по реакции:
{\displaystyle {\mathsf {Bi_{2}S_{3}+3Fe\rightarrow 2Bi+3FeS}}}
В случае использования окисленных руд висмут восстанавливают углеродом под слоем легкоплавкого флюса при температурах 900—1000 °C:
{\displaystyle {\mathsf {Bi_{2}O_{3}+3C\rightarrow 2Bi+3CO}}}
Сульфидные руды могут быть переведены в оксидные по реакции:
{\displaystyle {\mathsf {2Bi_{2}S_{3}+9O_{2}\rightarrow 2Bi_{2}O_{3}+6SO_{2}}}}
Вместо углерода может быть использован сульфит натрия, который восстанавливает оксид висмута(III) при температуре 800 °C по реакции:
{\displaystyle {\mathsf {Bi_{2}O_{3}+3Na_{2}SO_{3}\rightarrow 2Bi+3Na_{2}SO_{4}}}}
Сульфид висмута может быть восстановлен до висмута с помощью соды при температуре около 950 °C или с помощью гидроксида натрия при температуре 500—600 °C. Реакции этих процессов имеют следующий вид:
{\displaystyle {\mathsf {4Bi_{2}S_{3}+12Na_{2}CO_{3}\rightarrow 8Bi+9Na_{2}S+3Na_{2}SO_{4}+12CO_{2}}}}
{\displaystyle {\mathsf {4Bi_{2}S_{3}+24NaOH\rightarrow 8Bi+9Na_{2}S+3Na_{2}SO_{4}+12H_{2}O}}}
Получение висмута из чернового свинца, который образуется при переработке свинцовых концентратов, состоит в выделении висмута с помощью магния или кальция. При этом висмут скапливается в верхних слоях в виде соединения CaMg2Bi2. Дальнейшая очистка от Ca и Mg происходит при переплаве под слоем щёлочи с добавкой окислителя (NaNO3). Полученный продукт подвергают электролизу с получением шлама, который переплавляют в черновой висмут.
Гидрометаллургический способ получения висмута характеризуется более высокими экономическими показателями и чистотой полученного продукта при переработке бедных полиметаллических концентратов. В основе способа лежит процесс растворения висмутосодержащих руд, полупродуктов, сплавов азотной и соляной кислотами и последующего выщелачивания образовавшихся растворов. Выщелачивание проводят с помощью серной кислоты или электрохимическим выщелачиванием растворами хлорида натрия. Дальнейшее извлечение и очистка висмута проводится методами экстракции.
Получение висмута высокой чистоты основано на методах гидрометаллургического рафинирования, зонной плавки и двухстадийной перегонки.

## Стоимость
В зависимости от степени чистоты металла висмут разделяют на несколько марок. В порядке увеличения степени чистоты это марки Ви2, Ви1, Ви00 , ГОСТ 10928-90 нормирует содержание примесей в этих марках не более 3 %, 2 % и 0,02 % соответственно. Выпускаются также особо чистые марки висмута Ви000, Ви0000. Цена на металлический висмут существенно зависит от его чистоты. Средневзвешенная цена на мировом рынке на конец 2016 года составляла около 10 $/кг. Покупателями марок высокой степени очистки являются научные центры, в частности висмут используют для синтеза других элементов.

## Применение

### Металлургия
Висмут имеет большое значение для производства так называемых «автоматных сталей», особенно нержавеющих, и очень облегчает их обработку резанием на станках-автоматах (токарных, фрезерных и других) при концентрации висмута всего 0,003 %, в то же время не увеличивая склонность к коррозии. Висмут используют в сплавах на основе алюминия (примерно 0,01 %), эта добавка улучшает пластические свойства металла, резко упрощает его обработку.

### При обработке прочных металлов и сплавов
Легкоплавкие сплавы висмута (например, сплав Вуда, сплав Розе и другие) используются для крепления заготовок деталей[как?] из урана, вольфрама и их сплавов и других материалов, трудно поддающихся обработке резанием, на металлорежущих станках (токарных, фрезерных сверлильных и других).

### Легкоплавкие сплавы

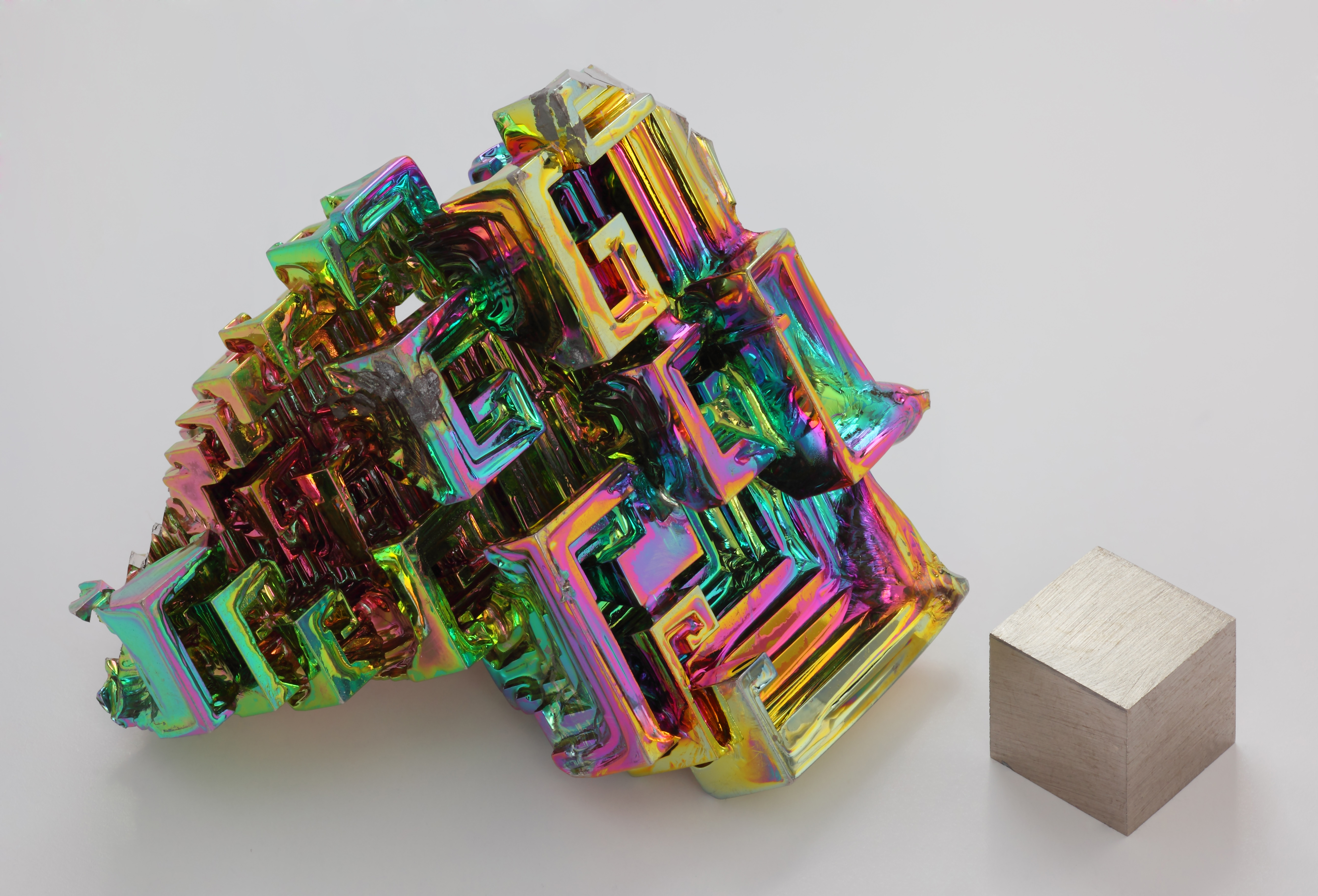
Синтетический кристалл висмута и слиток объёмом 1 см^{3}.

Сплавы висмута с другими легкоплавкими веществами (кадмием, оловом, свинцом, индием, таллием, ртутью, цинком и галлием) обладают очень низкой температурой плавления (некоторые — ниже температуры кипения воды, а наиболее легкоплавкий состав с висмутом имеет температуру плавления около +41 °C). Наиболее известны сплав Вуда и не содержащий ядовитого кадмия сплав Розе. 
Легкоплавкие сплавы используются как:
- теплоносители, особенно перспективен как теплоноситель для ядерных реакторов[6];
- припои;
- детали устройств пожарной сигнализации и автоматического пожаротушения;
- специальные смазки, работающие в вакууме и в условиях высоких температур, когда органические смазки неприменимы;
- детали клапанов, расплавление которых открывает сечение для протекания жидкостей и газов, например, ракетных топлив;
- предохранители в мощных электрических цепях;
- уплотнительные прокладки в сверхвысоковакуумных установках;
- Сплав висмута со свинцом и ртутью плавится при трении и используется для изготовления металлических карандашей[6];
- фиксирующие материалы для сломанных костей конечностей в медицине;
- термометрические жидкости в жидкостных термометрах;
- материалы для изготовления выплавляемых моделей в литейном деле и так далее.

### Электроника
Сплав состава 88 % висмута и 12 % сурьмы в магнитном поле обнаруживает аномальный эффект магнетосопротивления; из этого сплава изготавливают быстродействующие усилители и выключатели.
Вольфрамат, станнат-ванадат, силикат и ниобат висмута входят в состав высокотемпературных сегнетоэлектрических материалов.
Феррит висмута BiFeO3 в виде тонких плёнок является перспективным магнитоэлектрическим материалом.
Висмут — один из компонентов бессвинцовых припоев, а также легкоплавких припоев, используемых для монтажа особо чувствительных СВЧ-компонентов.

### Катализаторы
В производстве полимеров трёхокись висмута служит катализатором, и её применяют, в частности, при получении акриловых полимеров. 

При крекинге нефти некоторое применение находит оксид-хлорид висмута.
Биметаллические наночастицы из висмута и палладия, вместе с полимерным комплексом циркония, входят в состав катализатор для получения молочной кислоты из глицерина.

### Термоэлектрические материалы

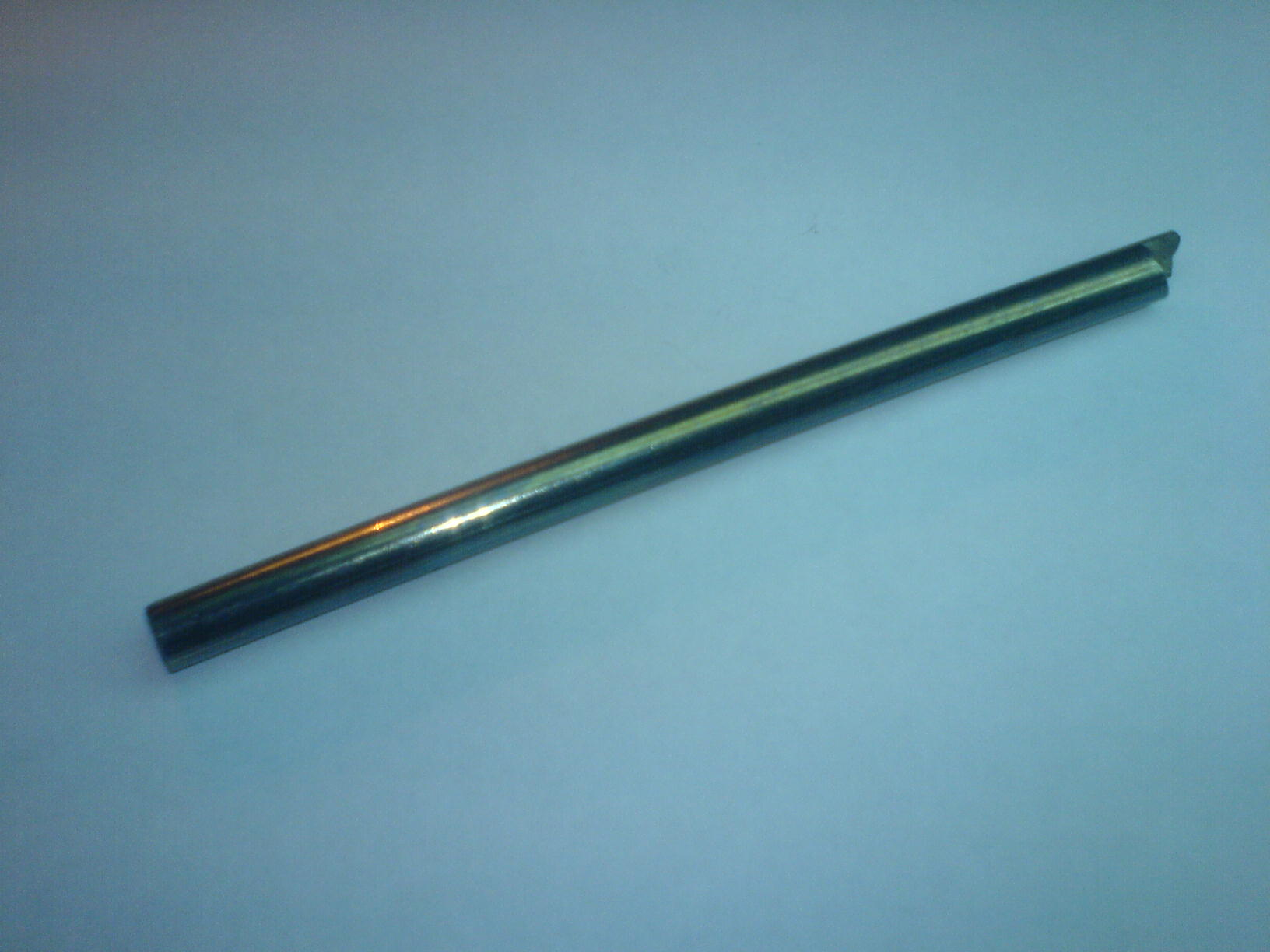
Монокристалл теллурида висмута

Висмут применяется в полупроводниковых материалах, используемых, в частности, в термоэлектрических приборах. К таким материалам относятся теллурид (термо-э.д.с. теллурида висмута 280 мкВ/К) и селенид висмута. Получен высокоэффективный материал на основе висмут-цезий-теллур для производства полупроводниковых холодильников суперпроцессоров.

### Детекторы ядерных излучений
Некоторое значение для производства детекторов ядерного излучения имеет монокристаллический иодид висмута.
Германат висмута (Bi4Ge3O12, краткое обозначение BGO) — распространённый сцинтилляционный материал, применяется в ядерной физике, физике высоких энергий, компьютерной томографии, геологии. Этот материал выгодно отличается от распространённых сцинтилляторов тем, что он радиационно стоек, имеет отличную временную стабильность и абсолютно негигроскопичен. Перспективным сцинтиллятором, обладающим высоким временным разрешением, является также галлат висмута Bi2Ga4O9. Его использование пока ограничено из-за сложности выращивания крупных монокристаллов.

### Измерение магнитных полей
Из металлического висмута особой чистоты изготавливают обмотки для измерения магнитных полей, так как электросопротивление висмута существенно и практически линейно зависит от магнитного поля, что позволяет измерять напряжённость внешнего магнитного поля, измеряя сопротивление обмотки, изготовленной из него.

### Магнитные материалы
Интерметаллид марганец-висмут сильно ферромагнитен и производится в больших количествах промышленностью для получения пластичных магнитов. Особенностью и преимуществом такого материала является возможность быстрого и дешёвого получения постоянных магнитов (к тому же не проводящих ток) любой формы и размеров. Кроме того, этот магнитный материал достаточно долговечен и обладает значительной коэрцитивной силой. Кроме соединений висмута с марганцем, также известны магнитотвёрдые соединения висмута с индием, хромом и европием, применение которых ограничено специальными областями техники вследствие либо трудностей синтеза (висмут-хром), либо высокой ценой второго компонента (индий, европий).

### Химические источники тока
Оксид висмута(III) в смеси с графитом используется в качестве положительного электрода в висмутисто-магниевых элементах (ЭДС 1,97—2,1 В с удельной энергоёмкостью 120 Вт·ч/кг, 250—290 Вт·ч/дм³).
Висмутат свинца находит применение в качестве положительного электрода в литиевых элементах.
Висмут в сплаве с индием применяется в чрезвычайно стабильных и надёжных ртутно-висмуто-индиевых элементах. Такие элементы прекрасно работают в космосе и в тех условиях, где важна стабильность напряжения, высокая удельная энергоёмкость, а надёжность играет первостепенную роль (например, военные и аэрокосмические применения).
Трёхфтористый висмут применяется для производства чрезвычайно энергоёмких лантан-фторидных аккумуляторов (теоретически до 3000 Вт·ч/дм³, практически достигнута — 1500—2300 Вт·ч/дм³).

### Топливные элементы
Оксид висмута (керамические фазы ВИМЕВОКС), легированный оксидами других металлов (ванадий, медь, никель, молибден и другие), обладает очень высокой электропроводимостью при температурах 500—700 К и применяется для производства высокотемпературных топливных элементов.

### Производство полония-210
Некоторое значение висмут имеет в ядерной технологии при получении полония-210 — важного элемента радиоизотопной промышленности.

### Ядерная энергетика
Эвтектический сплав висмут-свинец используется в ядерных реакторах с жидкометаллическим теплоносителем. В частности, в советском подводном флоте такие реакторы использовались на подлодке К-27 и семи подлодках проекта 705 («Лира»).
Малое сечение захвата висмутом тепловых нейтронов и значительная способность к растворению урана вкупе со значительной температурой кипения и невысокой агрессивностью к конструкционным материалам позволяют использовать висмут в гомогенных атомных реакторах, пока не вышедших из стадии экспериментальных разработок.

### Высокотемпературная сверхпроводимость
Керамики, включающие в свой состав оксиды висмута, кальция, стронция, бария, меди, иттрия и других, являются высокотемпературными сверхпроводниками. В последние годы при изучении этих сверхпроводников выявлены фазы, имеющие пики перехода в сверхпроводящее состояние при 110 К.

### Производство тетрафторгидразина
Висмут в виде мелкой стружки или порошка применяется в качестве катализатора для производства тетрафторгидразина (из трехфтористого азота), используемого в качестве окислителя ракетного горючего.

### Медицина
Из соединений висмута в медицине шире всего используют его трёхокись Bi2O3. В частности, её применяют в фармацевтической промышленности для изготовления многих лекарств от желудочно-кишечных заболеваний, а также антисептических и заживляющих средств. 
Кроме того, в последнее время на её основе разрабатывается ряд противоопухолевых препаратов для лечения онкологических заболеваний.
Оксид-хлорид висмута находит применение в медицине в качестве рентгеноконтрастного средства и в качестве наполнителя при изготовлении кровеносных сосудов. 
Кроме того, в медицине находят широкое применение такие соединения, как галлат, тартрат, карбонат, субсалицилат, субцитрат и трибромфенолят висмута. На основе этих соединений разработано множество медицинских препаратов (включая такие широко используемые, как мазь Вишневского).
В качестве противоязвенных средств используются: висмута трикалия дицитрат (висмута субцитрат) (код АТХ A02BX05), висмута субнитрат (A02BX12), ранитидина висмута цитрат (A02BA07).
Лимоннокислый висмут (висмута(III) цитрат, C6H5BiO7) — используется при варке сред для выделения сальмонеллы.

### Пигменты
Ванадат висмута применяется в качестве пигмента (ярко-жёлтый цвет).

### Косметика
Оксид-хлорид висмута применяется как блескообразователь в производстве лака для ногтей, губной помады, теней и другого.

### Охота и рыбалка
Висмут является относительно безопасным для окружающей среды. Это позволяет использовать дробь и грузила из висмута взамен традиционного и токсичного свинца.

## Биологическая роль
Содержание висмута в человеческом организме составляет:
- мышечная ткань — 0,32×10−5 %
- костная ткань — менее 0,2×10−4 %
- кровь — ~0,016 мг/л
- ежедневный приём с пищей 0,005—0,02 мг.

Содержание в организме среднего человека (масса тела ~70 кг) невелико, но точные данные отсутствуют. Данные о токсической и летальной дозах также отсутствуют. Однако известно, что висмут при пероральном приёме малотоксичен. Это кажется неожиданным, так как обычно тяжёлые металлы весьма ядовиты, но объясняется лёгкостью гидролиза растворимых соединений висмута. В интервале величин pH, встречающихся в человеческом организме (за исключением, может быть, желудка) висмут практически полностью осаждается в виде нерастворимых основных солей. Тем не менее, при совместном приёме висмута с веществами, способными перевести его в раствор (глицерин, молочная кислота и тому подобные) возможно тяжёлое отравление. При проглатывании большого количества концентрированных растворов нитрата и других солей висмута значительную опасность представляет высокая концентрация свободной кислоты, образовавшейся вследствие гидролиза.
Склонностью к гидролизу и низкой токсичностью обусловлено применение основных солей (субцитрата, основного нитрата и других) висмута в качестве препаратов для лечения язвы желудка. Помимо нейтрализации кислоты и защиты стенок желудка коллоидным осадком, висмут проявляет активность против бактерии Helicobacter pylori, которая играет существенную роль в развитии язвенной болезни желудка.